# Nowe Brusno

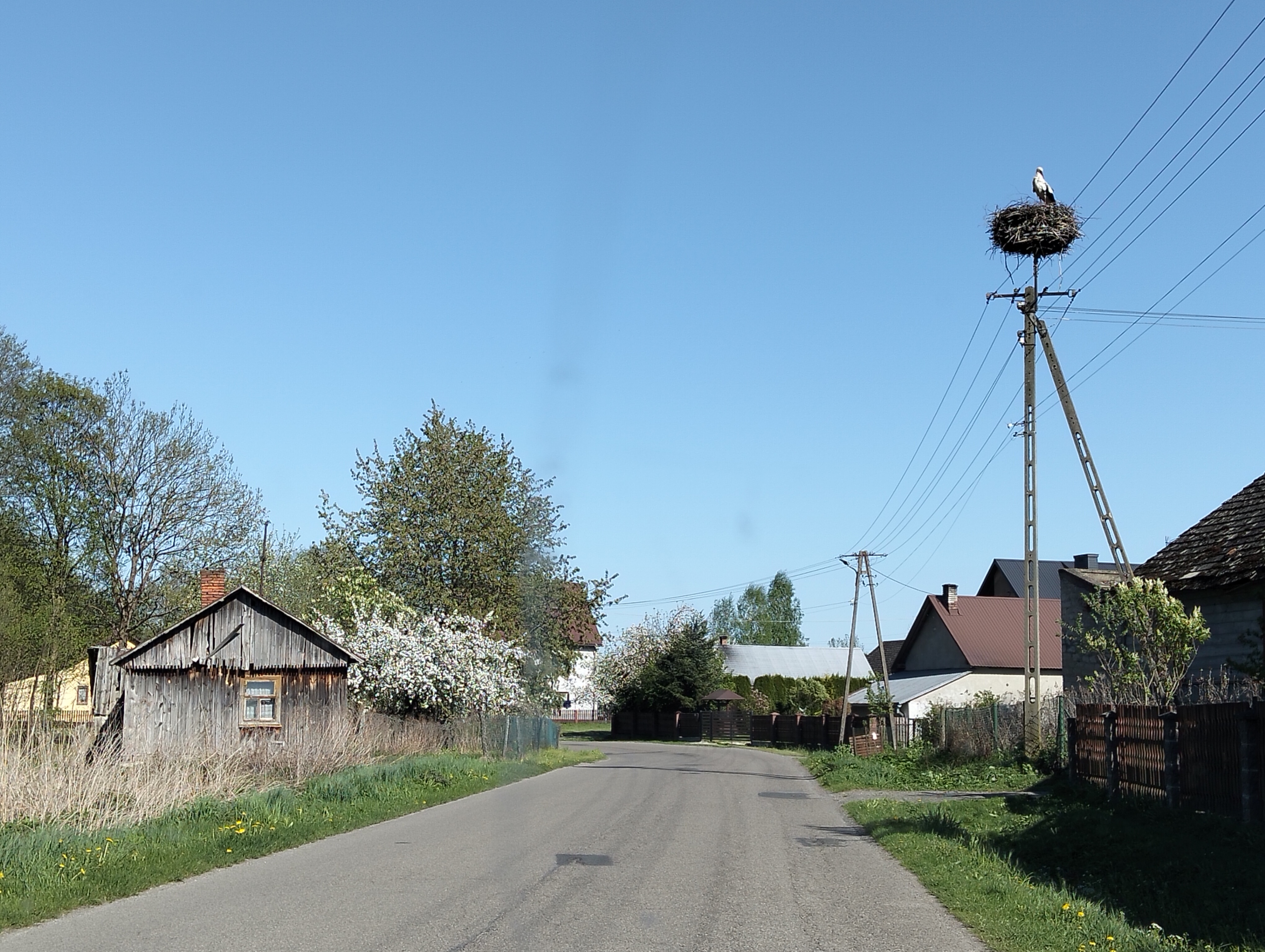
Fragment wsi

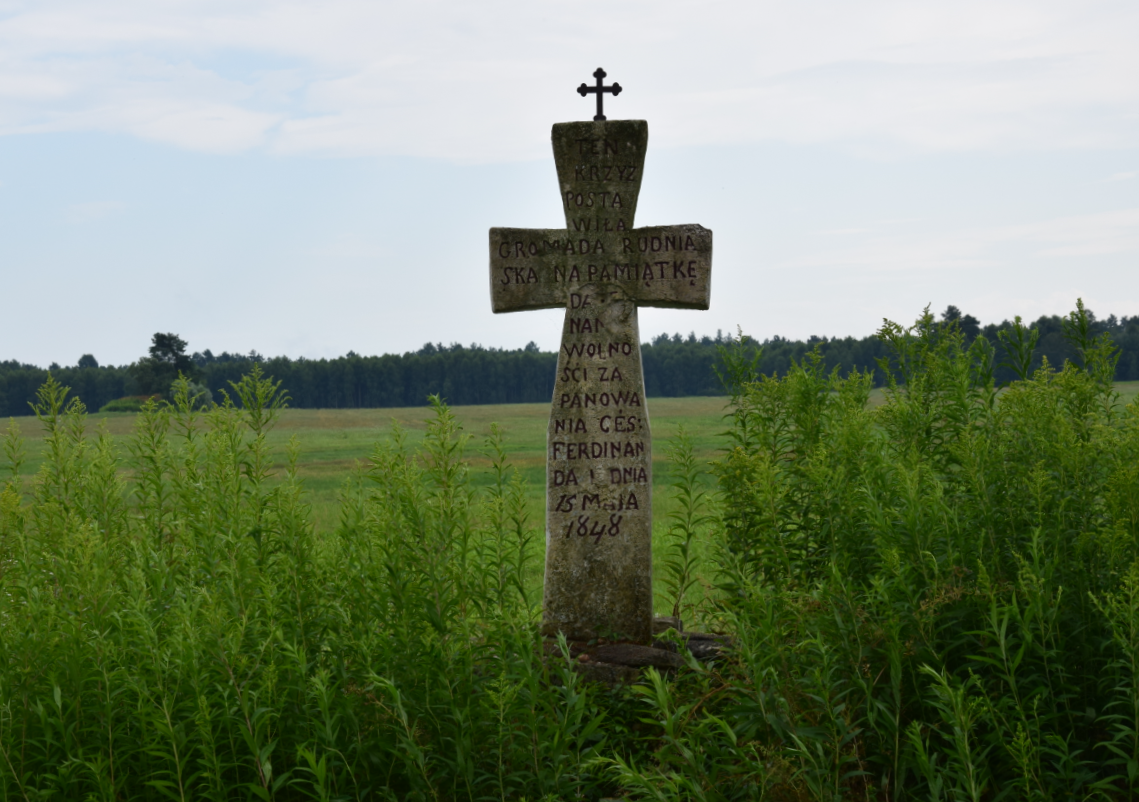
Pomnik w kształcie krzyża wzniesiony z inicjatywy chłopów upamiętniający zniesienie pańszczyzny w 1848 roku

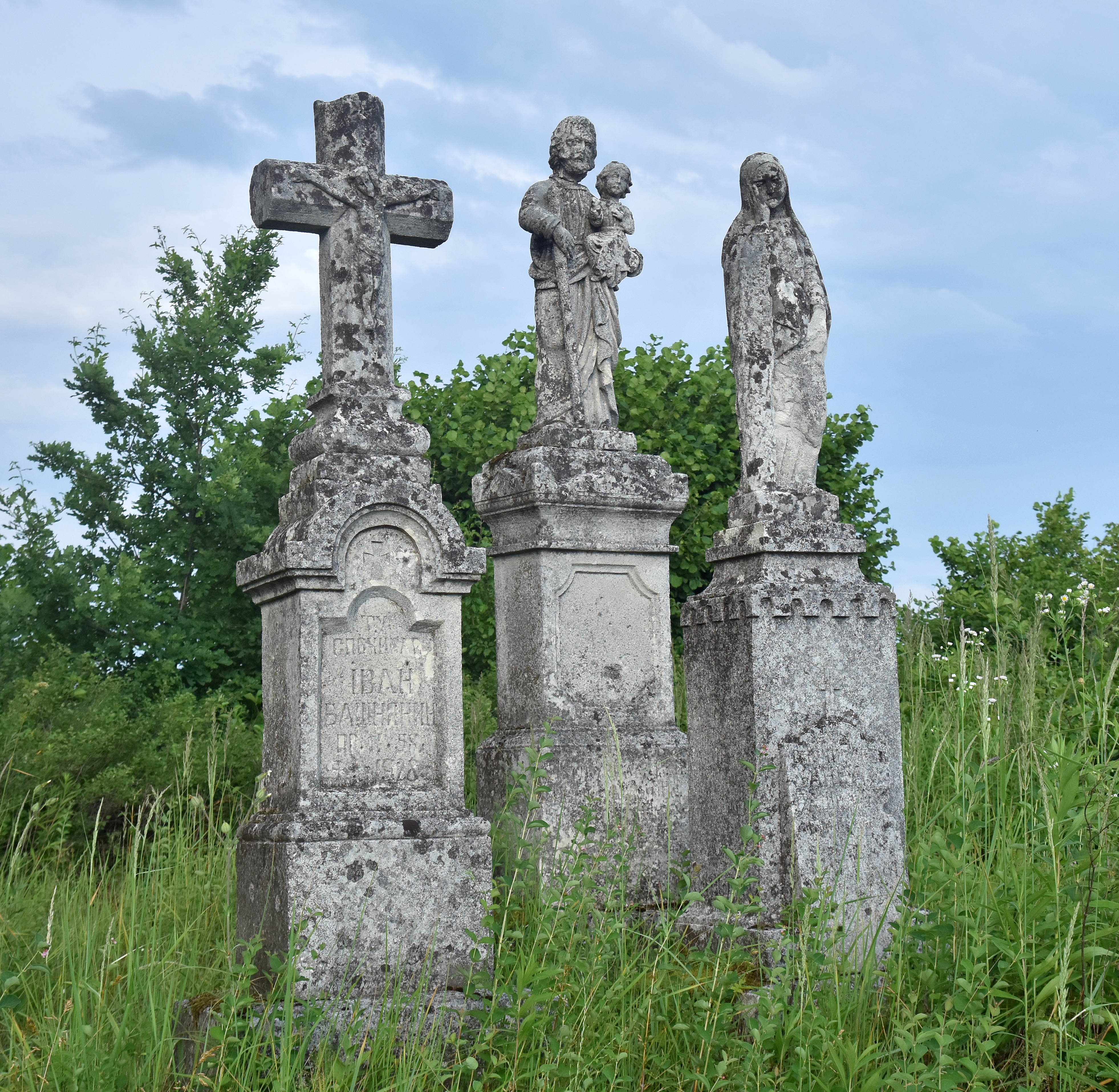
Cmentarz greckokatolicki

Nowe Brusno – wieś w Polsce położona w województwie podkarpackim, w powiecie lubaczowskim, w gminie Horyniec-Zdrój. Leży nad Brusienką.
W latach 1954–1959 wieś należała i była siedzibą gromady Brusno Nowe. W latach 1975–1998 miejscowość położona była w województwie przemyskim.

## Historia
Pierwsza pewna wzmianka o Bruśnie (nie dzielonym jeszcze na Stare i Nowe) pojawiła się w 1444 roku w akcie nadania wsi Horyniec Piotrowi Pieczykurowi, przez księcia Mazowieckiego Władysława, gdzie wymienione są granice nadanego majątku.
Pochodzenie nazwy i dawne losy wsi są identyczne, jak w przypadku Starego Brusna, które później powiększyło się o Wolę Bruśnieńską, położoną w odległości ok. 5 km w dół doliny Brusienki. Po I rozbiorze Polski władze austriackie podzieliły Brusno na dwie części: Brusno Stare i Brusno Nowe (część zachodnia wsi, Wola Bruśnieńska), zakładając między nimi w ramach kolonizacji józefińskiej niemiecką osadę DeutschBach. Od początku istnienia wsi mieszkańcy zajmowali się kamieniarstwem, korzystając z miejscowych złóż piaskowca i wapienia, pod wzgórzem 385 m. w Starym Bruśnie. W XVII w. w zachodniej części wsi działał niewielki zakład metalurgiczny, wokół którego powstała samodzielna osada Rudka Bruśnieńska (później Rudka). Nazwę tę nosi do dzisiaj jeden z przysiółków (pozostało jedno gospodarstwo) i fragment lasu, jednakże leży teraz w granicach sąsiedniej wsi Chotylub. Przy wsi, po zniesieniu pańszczyzny w 1848 przez cesarza Ferdynanda I Habsburga mieszkańcy ufundowali pomnik w kształcie krzyża związany z tym wydarzeniem. Na pomniku wyryto napis TEN KRZYŻ POSTAWIŁA GROMADA RUDNIASKA NA PAMIĄTKĘ DANIA NAM WOLNOŚCI ZA PANOWANIA CES. FERDINANDA I. DNIA 15 MAJA 1848.
W II Rzeczypospolitej wieś w powiecie lubaczowskim województwa lwowskiego. Do II wojny światowej trzy sąsiadujące wsie (Nowe Brusno, DeutschBach i Stare Brusno) łączyły się ze sobą i liczyły razem ponad 2000 mieszkańców. Brusno Stare zamieszkiwali głównie Ukraińcy, DeutschBach – Niemcy a Brusno Nowe – Polacy. W latach 1943–1946 nacjonaliści ukraińscy z OUN-UPA zamordowali tutaj 61 Polaków, tym 14 funkcjonariuszy Milicji Obywatelskiej, którzy zginęli 27 kwietnia 1945 roku w czasie ataku sotni UPA na posterunek we wsi. Ku ich czci w 1975 roku usypano mogiłę oraz wmurowano w ścianę budynku szkoły podstawowej tablicę pamiątkową. Nielicznych mieszkańców ukraińskich wysiedlono, a w ich miejsce przybyli osadnicy z okolic Rzeszowa i Łańcuta.

## Zabytki
- Drewniana cerkiew pw. św. Paraskewy z 1713, jest jedną z najstarszych w regionie. Jest to budowla trójdzielna, konstrukcji zrębowej, oszalowana deskami. Każda z części nakryta jest dużą kopułą z latarnią. Ośmioboczne kopuły i bębny pokryte są blachą. Pierwotnie nad babińcem znajdowała się kaplica z galerią arkadową od zewnątrz. Budowla otoczona była wokół zadaszeniami i sobotami. W 1873 r. do sanktuarium dostawiono zakrystię, a w 1903 r. przekształcono bryłę budowli (wzniesiono nowy babiniec, zmieniono profile kopuł i zlikwidowano zadaszenie). Była to filialna cerkiew greckokatolickiej parafii w Bruśnie Starym, po wojnie nieużytkowana i zdewastowana. W latach 2014–2019 wykonano remont obejmujący pełną konserwację świątyni.

- W pobliżu cerkwi znajduje się stary cmentarz z licznymi nagrobkami, pochodzącymi z miejscowych warsztatów kamieniarskich, w tym także powojenne prace ostatnich kamieniarzy z Polanki Horynieckiej. Na cmentarzu zachowały się także nagrobki w formie prymitywnych steli, kalwińskich osadników niemieckich z DeutschBach.[11]
- Cmentarz wojenny z I wojny światowej, znajdujący się na prawym brzegu Brusienki, na wschód od drogi do Łówczy, na którym w czerwcu 1915 pochowano żołnierzy rosyjskich i niemieckich. W jego pobliżu niewielki cmentarz choleryczny z początku XX w.
- Parafialny kościół rzymskokatolicki pw. Nawiedzenia NMP  z lat 1906-1908, wewnątrz uznawany za cudowny obraz Matki Bożej, przywieziony w 1945 r. z Buska na Ukrainie.
- W pobliżu kościoła znajduje się cmentarz rzymskokatolicki z licznymi nagrobkami, pochodzącymi z miejscowych warsztatów kamieniarskich, w tym także powojenne prace ostatnich tutejszych kamieniarzy.
- 14 krzyży przydrożnych, pochodzących z bruśnieńskich warsztatów kamieniarskich.[12]